# Little Boots
Victoria Christina Hesketh (Blackpool, 1984. május 4. –) egy brit elektropop stílust képviselő dalszerző és énekesnő. Ismertebb nevét (Little Boots) egy barátjától kapta, aki gyakran utalt kicsi lábméretére. Zenészként Boots énekel, illetve zongorán, billentyűkön, szintetizátoron és tenori-on-on játszik. Miután visszatért főiskolára, hogy tanulmányaira összpontosítson, két társával alapította a Dead Disco-t. Az együttes négy kislemezt adott ki, de eltérő ötleteik miatt Hesketh kilépett az együttesből, hogy szólókarrierjét alakíthassa. Stílusára The Human League, Gary Numan, Kraftwerk, Pink Floyd, Kylie Minogue, Britney Spears és Jean-Michel Jarre gyakorolt hatást.
Hesketh elkezdett dalokat szerezni és feldolgozásokat közzétenni YouTube-on és Myspace-n. Fellépett a Later… with Jools Holland-on és Last Call with Carson Daly-n is, majd megnyerte a BBC 2009 hangja elnevezésű szavazást, és jelölték a 2009-es BRIT Awards-on. Első albuma után olyan előadókhoz hasonlították, akik nemrég törtek be a zeneiparba 80-as évekre emlékeztető zenével: Lady Gaga, Ladyhawke, Florence and the Machine és Elly Jackson a La Roux-ból.
Debütáló albuma, a Hands 2009. június 8-án jelent meg. A brit kislemezlistán ötödik helyezett lett, az ír albumlistán huszadik helyezést ért el. Első kislemeze, a New in Town top 20-as slágerré nőtte ki magát. Második, Remedy című felvétele - melynek producere RedOne - top 10-es lett. Kiadott egy Illuminations című középlemezt is az Egyesült Államok számára. Második albuma 2012-ben jelenik meg.

## Élete
1984. május 4-én született Blackpoolban, majd Thorntonban nőtt fel. Már fiatalon, ötéves korában zongorázni tanult, és hamar érdeklődni kezdett a könnyűzene iránt is, mely később meghatározta karrierjét. A szorgalmas gyakorlás közben zenei irányzatok egész palettáját sajátította el, a poptól a dzsesszen át a klasszikusokig. Már rendkívül fiatalon számos zenekarban megfordult, miközben újabb és újabb zenei stílusokat fedezett fel magának.
18 évesen bekerült a Leedsi Egyetemre, ahol találkozott két későbbi barátnőjével, akikkel együtt megalapította első zenekarát, a  Dead Discót. Számos sikeres kislemez és koncert után azonban úgy érezte, tehetségét más úton kell folytatnia. Így született meg a Little Boots. Ekkor végre előkerülhettek azok a dalok, amelyeket addig titokban tartott mindenki előtt. Szólókarrierje elindulásával gőzerővel vetette bele magát a zeneszerzésbe, szintetizátorán pedig különleges hangzásvilágú dalokat állított össze. Elindított egy YouTube csatornát is, mely hamarosan az egyik legnépszerűbb csatornává nőtte ki magát a videómegosztón. Az internetes népszerűség csakhamar elérte a zeneipari szereplők fülét is, így a Little Boots hirtelen rengeteg ajánlatot kapott, és a legnépszerűbb stúdiók között válogathatott kedvére.

## Pályakezdése
A Little Boots első önálló sikere a  Stuck on Repeat című dal lett, melyet hamarosan követett a Meddle, majd a Magical és végül a Mathematics. Legelső albuma 2009. június 8-án jelent meg Hands  címmel, és azonnal a listák élére került Angliában. Első lemeze után a BCC „2009 hangjának” nevezte. Az albumon az alábbi számok vannak:
- New in Town
- Earthquake
- Stuck on Repeat
- Click
- Remedy
- Meddle
- Ghosts
- Mathematics
- Symmetry
- Tune into My Heart
- Hearts Collide
- No Brakes
- Magical
- Hands